# 19e étape du Tour d'Italie 2025
Pour un article plus général, voir Tour d'Italie 2025.
La 19e étape du Tour d'Italie 2025 se déroule le vendredi 30 mai 2025 entre Bielle, dans le Piémont, et Champoluc, en Vallée d'Aoste, sur une distance de 166 km.

## Parcours
Cette étape de montagne grimpe cinq cols pour un total d'environ 70 kilomètres de montées répertoriées. Les deux dernières ascensions sont le col de Joux (col de 1re catégorie) franchi à 21,6 km de l'arrivée et l'ascension vers le hameau d'Antagnod (col de 2e catégorie) atteint à 5 km de la ligne d'arrivée tracée en contrebas dans l'autre hameau de Champoluc faisant partie de la commune d'Ayas.

## Déroulement de la course
Après la descente du col Tzecore et une longue portion plate dans la vallée, les 24 échappés débutent l’ascension du Col Saint-Pantaléon, la troisième difficulté de la journée avec 3 min 38 sec d'avance sur le groupe maillot rose. Au franchissement de ce col, Nicolas Prodhomme (Decathlon AG2R La Mondiale) et Carlos Verona (Lidl-Trek) passent en tête puis sont rejoints dans la descente par Igor Arrieta (UAE Team Emirates–XRG) et Antonio Tiberi (Bahrain–Victorious). Au pied du col de Joux (36 km de l'arrivée), Louis Meintjes (Intermarché Wanty), Pello Bilbao (Bahrain–Victorious) et Bart Lemmen (Visma-Lease a Bike) reviennent sur le quatuor de tête. L'avantage des sept hommes de tête est alors de trois minutes sur le groupe maillot rose. Lors de l'ascension du col de Joux, le groupe de tête explose et Nicolas Prodhomme attaque et se retrouve seul en tête à 28 kilomètres du terme alors que le groupe maillot rose ne concède plus qu'une minute. Prodhomme bascule en tête au col de Joux avec 1 min 10 sec d'avance sur le groupe maillot rose. Le Français maintient son avantage sur le groupe maillot rose qui se neutralise dans la dernière montée vers Antagnod et remporte l'étape. Le maillot rose Isaac Del Toro qui a su répondre aux attaques de Richard Carapaz arrive avec l'Équatorien à 58 secondes du vainqueur et 24 secondes avant les autres favoris.

## Résultats

### Classement de l'étape
| \| Classement de l'étape \| Classement de l'étape \| Classement de l'étape \| Classement de l'étape \| Classement de l'étape \| \| Coureur \| Coureur \| Pays \| Équipe \| Temps \| \| --------------------- \| --------------------- \| --------------------- \| -------------------------- \| --------------------- \| \| 1er \| Nicolas Prodhomme \| France \| Decathlon-AG2R La Mondiale \| 4 h 50 min 35 s \| \| 2e \| Isaac Del Toro \| Mexique \| UAE Team Emirates XRG \| + 58 s \| \| 3e \| Richard Carapaz \| Équateur \| EF Education-EasyPost \| + 58 s \| \| 4e \| Damiano Caruso \| Italie \| Bahrain Victorious \| + 1 min 22 s \| \| 5e \| Brandon McNulty \| États-Unis \| UAE Team Emirates XRG \| + 1 min 22 s \| \| 6e \| Egan Bernal \| Colombie \| Ineos Grenadiers \| + 1 min 22 s \| \| 7e \| Simon Yates \| Royaume-Uni \| Team Visma \\| Lease a Bike \| + 1 min 22 s \| \| 8e \| Rafał Majka \| Pologne \| UAE Team Emirates XRG \| + 1 min 22 s \| \| 9e \| Antonio Tiberi \| Italie \| Bahrain Victorious \| + 1 min 22 s \| \| 10e \| Einer Rubio \| Colombie \| Movistar Team \| + 1 min 22 s \| |                   |             |                            |                 |
| |                   |             |                            |                 |
| Source : ProCyclingStats |                   |             |                            |                 |
| Classement de l'étape |                   |             |                            |                 |
| Coureur | Coureur           | Pays        | Équipe                     | Temps           |
| 1er | Nicolas Prodhomme | France      | Decathlon-AG2R La Mondiale | 4 h 50 min 35 s |
| 2e | Isaac Del Toro    | Mexique     | UAE Team Emirates XRG      | + 58 s          |
| 3e | Richard Carapaz   | Équateur    | EF Education-EasyPost      | + 58 s          |
| 4e | Damiano Caruso    | Italie      | Bahrain Victorious         | + 1 min 22 s    |
| 5e | Brandon McNulty   | États-Unis  | UAE Team Emirates XRG      | + 1 min 22 s    |
| 6e | Egan Bernal       | Colombie    | Ineos Grenadiers           | + 1 min 22 s    |
| 7e | Simon Yates       | Royaume-Uni | Team Visma \| Lease a Bike | + 1 min 22 s    |
| 8e | Rafał Majka       | Pologne     | UAE Team Emirates XRG      | + 1 min 22 s    |
| 9e | Antonio Tiberi    | Italie      | Bahrain Victorious         | + 1 min 22 s    |
| 10e | Einer Rubio       | Colombie    | Movistar Team              | + 1 min 22 s    |

### Points attribués pour le classement par points
| Sprint intermédiaire Pont-Saint-Martin (km 36,8) | Sprint intermédiaire Pont-Saint-Martin (km 36,8) | Sprint intermédiaire Pont-Saint-Martin (km 36,8) | Sprint intermédiaire Pont-Saint-Martin (km 36,8) | Sprint intermédiaire Pont-Saint-Martin (km 36,8) |
| ------------------------------------------------ | ------------------------------------------------ | ------------------------------------------------ | ------------------------------------------------ | ------------------------------------------------ |
|                                                  | Coureur                                          | Pays                                             | Équipe                                           | Point(s)                                         |
| 1er                                              | Georg Steinhauser                                | Allemagne                                        | EF Education - EasyPost                          | 12                                               |
| 2e                                               | Nicolas Prodhomme                                | France                                           | Decathlon AG2R La Mondiale Team                  | 8                                                |
| 3e                                               | Bart Lemmen                                      | Pays-Bas                                         | Team Visma \| Lease a Bike                       | 5                                                |
| 4e                                               | Mattia Cattaneo                                  | Italie                                           | Soudal Quick-Step                                | 3                                                |
| 5e                                               | Mads Pedersen                                    | Pays-Bas                                         | Lidl - Trek                                      | 1                                                |
| modifier                                         |                                                  |                                                  |                                                  |                                                  |

| Sprint intermédiaire Châtillon (km 87,3) | Sprint intermédiaire Châtillon (km 87,3) | Sprint intermédiaire Châtillon (km 87,3) | Sprint intermédiaire Châtillon (km 87,3) | Sprint intermédiaire Châtillon (km 87,3) |
| ---------------------------------------- | ---------------------------------------- | ---------------------------------------- | ---------------------------------------- | ---------------------------------------- |
|                                          | Coureur                                  | Pays                                     | Équipe                                   | Point(s)                                 |
| 1er                                      | Alessandro Tonelli                       | Italie                                   | Team Polti VisitMalta                    | 12                                       |
| 2e                                       | Mattia Cattaneo                          | Italie                                   | Soudal Quick-Step                        | 8                                        |
| 3e                                       | Mark Donovan                             | Grande-Bretagne                          | Q36.5 Pro Cycling Team                   | 5                                        |
| 4e                                       | Milan Vader                              | Pays-Bas                                 | Q36.5 Pro Cycling Team                   | 3                                        |
| 5e                                       | Pello Bilbao                             | Espagne                                  | Bahrain - Victorious                     | 1                                        |
| modifier                                 |                                          |                                          |                                          |                                          |

| \| Arrivée d'étape Champoluc (km 166) \| Arrivée d'étape Champoluc (km 166) \| Arrivée d'étape Champoluc (km 166) \| Arrivée d'étape Champoluc (km 166) \| Arrivée d'étape Champoluc (km 166) \| \| ---------------------------------- \| ---------------------------------- \| ---------------------------------- \| ---------------------------------- \| ---------------------------------- \| \| \| Coureur \| Pays \| Équipe \| Point(s) \| \| 1er \| Nicolas Prodhomme \| France \| Decathlon AG2R La Mondiale Team \| 15 \| \| 2e \| Isaac Del Toro \| Mexique \| UAE Team Emirates XRG \| 12 \| \| 3e \| Richard Carapaz \| Équateur \| EF Education - EasyPost \| 9 \| \| 4e \| Damiano Caruso \| Italie \| Bahrain - Victorious \| 7 \| \| 5e \| Brandon McNulty \| États-Unis \| UAE Team Emirates XRG \| 6 \| \| 6e \| Egan Bernal \| Colombie \| INEOS Grenadiers \| 5 \| \| 7e \| Simon Yates \| Grande-Bretagne \| Team Visma \\| Lease a Bike \| 4 \| \| 8e \| Rafał Majka \| Pologne \| UAE Team Emirates XRG \| 3 \| \| 9e \| Antonio Tiberi \| Italie \| Bahrain - Victorious \| 2 \| \| 10e \| Einer Rubio \| Colombie \| Movistar Team \| 1 \| \| modifier \| \| \| \| \| |                   |                 |                                 |          |
| Arrivée d'étape Champoluc (km 166) |                   |                 |                                 |          |
| | Coureur           | Pays            | Équipe                          | Point(s) |
| 1er | Nicolas Prodhomme | France          | Decathlon AG2R La Mondiale Team | 15       |
| 2e | Isaac Del Toro    | Mexique         | UAE Team Emirates XRG           | 12       |
| 3e | Richard Carapaz   | Équateur        | EF Education - EasyPost         | 9        |
| 4e | Damiano Caruso    | Italie          | Bahrain - Victorious            | 7        |
| 5e | Brandon McNulty   | États-Unis      | UAE Team Emirates XRG           | 6        |
| 6e | Egan Bernal       | Colombie        | INEOS Grenadiers                | 5        |
| 7e | Simon Yates       | Grande-Bretagne | Team Visma \| Lease a Bike      | 4        |
| 8e | Rafał Majka       | Pologne         | UAE Team Emirates XRG           | 3        |
| 9e | Antonio Tiberi    | Italie          | Bahrain - Victorious            | 2        |
| 10e | Einer Rubio       | Colombie        | Movistar Team                   | 1        |
| modifier |                   |                 |                                 |          |

### Points attribués pour le classement du meilleur grimpeur
| Croce Serra (km 15,1) 3e catégorie (11,3 km à 4,6%) | Croce Serra (km 15,1) 3e catégorie (11,3 km à 4,6%) | Croce Serra (km 15,1) 3e catégorie (11,3 km à 4,6%) | Croce Serra (km 15,1) 3e catégorie (11,3 km à 4,6%) | Croce Serra (km 15,1) 3e catégorie (11,3 km à 4,6%) |
| --------------------------------------------------- | --------------------------------------------------- | --------------------------------------------------- | --------------------------------------------------- | --------------------------------------------------- |
|                                                     | Coureur                                             | Pays                                                | Équipe                                              | Point(s)                                            |
| 1er                                                 | Mattia Cattaneo                                     | Italie                                              | Soudal Quick-Step                                   | 9                                                   |
| 2e                                                  | Georg Steinhauser                                   | Allemagne                                           | EF Education - EasyPost                             | 4                                                   |
| 3e                                                  | Bart Lemmen                                         | Pays-Bas                                            | Team Visma \| Lease a Bike                          | 2                                                   |
| 4e                                                  | Nicolas Prodhomme                                   | France                                              | Decathlon AG2R La Mondiale Team                     | 1                                                   |
| modifier                                            |                                                     |                                                     |                                                     |                                                     |

| Col Tzecore (km 67) 1re catégorie (15,8 km à 7,7%) | Col Tzecore (km 67) 1re catégorie (15,8 km à 7,7%) | Col Tzecore (km 67) 1re catégorie (15,8 km à 7,7%) | Col Tzecore (km 67) 1re catégorie (15,8 km à 7,7%) | Col Tzecore (km 67) 1re catégorie (15,8 km à 7,7%) |
| -------------------------------------------------- | -------------------------------------------------- | -------------------------------------------------- | -------------------------------------------------- | -------------------------------------------------- |
|                                                    | Coureur                                            | Pays                                               | Équipe                                             | Point(s)                                           |
| 1er                                                | Christian Scaroni                                  | Italie                                             | XDS Astana Team                                    | 40                                                 |
| 2e                                                 | Patrick Konrad                                     | Autriche                                           | Lidl - Trek                                        | 18                                                 |
| 3e                                                 | Romain Bardet                                      | France                                             | Team Picnic PostNL                                 | 12                                                 |
| 4e                                                 | Lorenzo Germani                                    | Italie                                             | Groupama - FDJ                                     | 9                                                  |
| 5e                                                 | Nicolas Prodhomme                                  | France                                             | Decathlon AG2R La Mondiale Team                    | 6                                                  |
| 6e                                                 | Georg Steinhauser                                  | Allemagne                                          | EF Education - EasyPost                            | 4                                                  |
| 7e                                                 | Carlos Verona                                      | Espagne                                            | Lidl - Trek                                        | 2                                                  |
| 8e                                                 | Milan Vader                                        | Pays-Bas                                           | Q36.5 Pro Cycling Team                             | 1                                                  |
| modifier                                           |                                                    |                                                    |                                                    |                                                    |

| Col de Saint-Pantaléon (km 109,3) 1re catégorie (16,5 km à 7,2%) | Col de Saint-Pantaléon (km 109,3) 1re catégorie (16,5 km à 7,2%) | Col de Saint-Pantaléon (km 109,3) 1re catégorie (16,5 km à 7,2%) | Col de Saint-Pantaléon (km 109,3) 1re catégorie (16,5 km à 7,2%) | Col de Saint-Pantaléon (km 109,3) 1re catégorie (16,5 km à 7,2%) |
| ---------------------------------------------------------------- | ---------------------------------------------------------------- | ---------------------------------------------------------------- | ---------------------------------------------------------------- | ---------------------------------------------------------------- |
|                                                                  | Coureur                                                          | Pays                                                             | Équipe                                                           | Point(s)                                                         |
| 1er                                                              | Nicolas Prodhomme                                                | France                                                           | Decathlon AG2R La Mondiale Team                                  | 40                                                               |
| 2e                                                               | Carlos Verona                                                    | Italie                                                           | Lidl - Trek                                                      | 18                                                               |
| 3e                                                               | Antonio Tiberi                                                   | Italie                                                           | Bahrain - Victorious                                             | 12                                                               |
| 4e                                                               | Igor Arrieta                                                     | Espagne                                                          | UAE Team Emirates XRG                                            | 9                                                                |
| 5e                                                               | Bart Lemmen                                                      | Pays-Bas                                                         | Team Visma \| Lease a Bike                                       | 6                                                                |
| 6e                                                               | Pello Bilbao                                                     | Espagne                                                          | Bahrain - Victorious                                             | 4                                                                |
| 7e                                                               | Louis Meintjes                                                   | Afrique du Sud                                                   | Intermarché - Wanty                                              | 2                                                                |
| 8e                                                               | Chris Harper                                                     | Australie                                                        | Team Jayco AlUla                                                 | 1                                                                |
| modifier                                                         |                                                                  |                                                                  |                                                                  |                                                                  |

| Col de Joux (km 145,4) 1re catégorie (15,3 km à 6,9%) | Col de Joux (km 145,4) 1re catégorie (15,3 km à 6,9%) | Col de Joux (km 145,4) 1re catégorie (15,3 km à 6,9%) | Col de Joux (km 145,4) 1re catégorie (15,3 km à 6,9%) | Col de Joux (km 145,4) 1re catégorie (15,3 km à 6,9%) |
| ----------------------------------------------------- | ----------------------------------------------------- | ----------------------------------------------------- | ----------------------------------------------------- | ----------------------------------------------------- |
|                                                       | Coureur                                               | Pays                                                  | Équipe                                                | Point(s)                                              |
| 1er                                                   | Nicolas Prodhomme                                     | France                                                | Decathlon AG2R La Mondiale Team                       | 40                                                    |
| 2e                                                    | Rafał Majka                                           | Pologne                                               | UAE Team Emirates XRG                                 | 18                                                    |
| 3e                                                    | Giulio Pellizzari                                     | Italie                                                | Red Bull - BORA - hansgrohe                           | 12                                                    |
| 4e                                                    | Richard Carapaz                                       | Équateur                                              | EF Education - EasyPost                               | 9                                                     |
| 5e                                                    | Simon Yates                                           | Grande-Bretagne                                       | Team Visma \| Lease a Bike                            | 6                                                     |
| 6e                                                    | Isaac Del Toro                                        | Mexique                                               | UAE Team Emirates XRG                                 | 4                                                     |
| 7e                                                    | Derek Gee                                             | Canada                                                | Israel - Premier Tech                                 | 2                                                     |
| 8e                                                    | Damiano Caruso                                        | Italie                                                | Bahrain - Victorious                                  | 1                                                     |
| modifier                                              |                                                       |                                                       |                                                       |                                                       |

| \| Antagnod (km 161) 2e catégorie (9,5 km à 4,7%) \| Antagnod (km 161) 2e catégorie (9,5 km à 4,7%) \| Antagnod (km 161) 2e catégorie (9,5 km à 4,7%) \| Antagnod (km 161) 2e catégorie (9,5 km à 4,7%) \| Antagnod (km 161) 2e catégorie (9,5 km à 4,7%) \| \| ---------------------------------------------- \| ---------------------------------------------- \| ---------------------------------------------- \| ---------------------------------------------- \| ---------------------------------------------- \| \| \| Coureur \| Pays \| Équipe \| Point(s) \| \| 1er \| Nicolas Prodhomme \| France \| Decathlon AG2R La Mondiale Team \| 18 \| \| 2e \| Richard Carapaz \| Équateur \| EF Education - EasyPost \| 8 \| \| 3e \| Isaac Del Toro \| Mexique \| UAE Team Emirates XRG \| 6 \| \| 4e \| Antonio Tiberi \| Italie \| Bahrain - Victorious \| 4 \| \| 5e \| Damiano Caruso \| Italie \| Bahrain - Victorious \| 2 \| \| 6e \| Rafał Majka \| Pologne \| UAE Team Emirates XRG \| 1 \| \| modifier \| \| \| \| \| |                   |          |                                 |          |
| Antagnod (km 161) 2e catégorie (9,5 km à 4,7%) |                   |          |                                 |          |
| | Coureur           | Pays     | Équipe                          | Point(s) |
| 1er | Nicolas Prodhomme | France   | Decathlon AG2R La Mondiale Team | 18       |
| 2e | Richard Carapaz   | Équateur | EF Education - EasyPost         | 8        |
| 3e | Isaac Del Toro    | Mexique  | UAE Team Emirates XRG           | 6        |
| 4e | Antonio Tiberi    | Italie   | Bahrain - Victorious            | 4        |
| 5e | Damiano Caruso    | Italie   | Bahrain - Victorious            | 2        |
| 6e | Rafał Majka       | Pologne  | UAE Team Emirates XRG           | 1        |
| modifier |                   |          |                                 |          |

### Points attribués pour le classement des sprints intermédiaires
| \| Red Bull KM Sprint Saint-Vincent (km 129,3) \| Red Bull KM Sprint Saint-Vincent (km 129,3) \| Red Bull KM Sprint Saint-Vincent (km 129,3) \| Red Bull KM Sprint Saint-Vincent (km 129,3) \| Red Bull KM Sprint Saint-Vincent (km 129,3) \| \| ------------------------------------------- \| ------------------------------------------- \| ------------------------------------------- \| ------------------------------------------- \| ------------------------------------------- \| \| \| Coureur \| Pays \| Équipe \| Point(s) \| \| 1er \| Antonio Tiberi \| Italie \| Bahrain - Victorious \| 15 \| \| 2e \| Carlos Verona \| Italie \| Lidl - Trek \| 8 \| \| 3e \| Bart Lemmen \| Pays-Bas \| Team Visma \\| Lease a Bike \| 5 \| \| 4e \| Igor Arrieta \| Espagne \| UAE Team Emirates XRG \| 3 \| \| 5e \| Pello Bilbao \| Espagne \| Bahrain - Victorious \| 1 \| \| modifier \| \| \| \| \| |                |          |                            |          |
| Red Bull KM Sprint Saint-Vincent (km 129,3) |                |          |                            |          |
| | Coureur        | Pays     | Équipe                     | Point(s) |
| 1er | Antonio Tiberi | Italie   | Bahrain - Victorious       | 15       |
| 2e | Carlos Verona  | Italie   | Lidl - Trek                | 8        |
| 3e | Bart Lemmen    | Pays-Bas | Team Visma \| Lease a Bike | 5        |
| 4e | Igor Arrieta   | Espagne  | UAE Team Emirates XRG      | 3        |
| 5e | Pello Bilbao   | Espagne  | Bahrain - Victorious       | 1        |
| modifier |                |          |                            |          |

### Bonifications
|   | Coureur        | Pays     | Équipe                     | Secondes |
| - | -------------- | -------- | -------------------------- | -------- |
| 1 | Antonio Tiberi | Italie   | Bahrain - Victorious       | 6 s      |
| 2 | Carlos Verona  | Espagne  | Lidl - Trek                | 4 s      |
| 3 | Bart Lemmen    | Pays-Bas | Team Visma \| Lease a Bike | 2 s      |

|   | Coureur           | Pays     | Équipe                          | Secondes |
| - | ----------------- | -------- | ------------------------------- | -------- |
| 1 | Nicolas Prodhomme | France   | Decathlon AG2R La Mondiale Team | 10 s     |
| 2 | Isaac Del Toro    | Mexique  | UAE Team Emirates XRG           | 6 s      |
| 3 | Richard Carapaz   | Équateur | EF Education - EasyPost         | 4 s      |

## Classements à l'issue de l'étape

### Classement général
| \| Classement général \| Classement général \| Classement général \| Classement général \| Classement général \| \| Coureur \| Coureur \| Pays \| Équipe \| Temps \| \| ------------------ \| ------------------ \| ------------------ \| -------------------------- \| ------------------ \| \| 1er \| Isaac Del Toro \| Mexique \| UAE Team Emirates XRG \| 73 h 47 min 59 s \| \| 2e \| Richard Carapaz \| Équateur \| EF Education-EasyPost \| + 43 s \| \| 3e \| Simon Yates \| Royaume-Uni \| Team Visma \\| Lease a Bike \| + 1 min 21 s \| \| 4e \| Derek Gee \| Canada \| Israel-Premier Tech \| + 2 min 27 s \| \| 5e \| Damiano Caruso \| Italie \| Bahrain Victorious \| + 3 min 36 s \| \| 6e \| Egan Bernal \| Colombie \| Ineos Grenadiers \| + 5 min 13 s \| \| 7e \| Giulio Pellizzari \| Italie \| Red Bull-Bora-Hansgrohe \| + 5 min 32 s \| \| 8e \| Einer Rubio \| Colombie \| Movistar Team \| + 6 min 39 s \| \| 9e \| Michael Storer \| Australie \| Tudor Pro Cycling Team \| + 9 min 11 s \| \| 10e \| Brandon McNulty \| États-Unis \| UAE Team Emirates XRG \| + 9 min 33 s \| |                   |             |                            |                  |
| |                   |             |                            |                  |
| Source : ProCyclingStats |                   |             |                            |                  |
| Classement général |                   |             |                            |                  |
| Coureur | Coureur           | Pays        | Équipe                     | Temps            |
| 1er | Isaac Del Toro    | Mexique     | UAE Team Emirates XRG      | 73 h 47 min 59 s |
| 2e | Richard Carapaz   | Équateur    | EF Education-EasyPost      | + 43 s           |
| 3e | Simon Yates       | Royaume-Uni | Team Visma \| Lease a Bike | + 1 min 21 s     |
| 4e | Derek Gee         | Canada      | Israel-Premier Tech        | + 2 min 27 s     |
| 5e | Damiano Caruso    | Italie      | Bahrain Victorious         | + 3 min 36 s     |
| 6e | Egan Bernal       | Colombie    | Ineos Grenadiers           | + 5 min 13 s     |
| 7e | Giulio Pellizzari | Italie      | Red Bull-Bora-Hansgrohe    | + 5 min 32 s     |
| 8e | Einer Rubio       | Colombie    | Movistar Team              | + 6 min 39 s     |
| 9e | Michael Storer    | Australie   | Tudor Pro Cycling Team     | + 9 min 11 s     |
| 10e | Brandon McNulty   | États-Unis  | UAE Team Emirates XRG      | + 9 min 33 s     |

### Classement par points
| Classement par points | Classement par points | Classement par points | Classement par points | Classement par points |
| Coureur               | Coureur               | Pays                  | Équipe                | Points                |
| --------------------- | --------------------- | --------------------- | --------------------- | --------------------- |

### Classement de la montagne
| Classement de la montagne | Classement de la montagne | Classement de la montagne | Classement de la montagne | Classement de la montagne |
| Coureur                   | Coureur                   | Pays                      | Équipe                    | Points                    |
| ------------------------- | ------------------------- | ------------------------- | ------------------------- | ------------------------- |

### Classement du meilleur jeune
| Classement du meilleur jeune | Classement du meilleur jeune | Classement du meilleur jeune | Classement du meilleur jeune | Classement du meilleur jeune |
| Coureur                      | Coureur                      | Pays                         | Équipe                       | Temps                        |
| ---------------------------- | ---------------------------- | ---------------------------- | ---------------------------- | ---------------------------- |

### Classement par équipes
| Classement par équipes | Classement par équipes | Classement par équipes | Classement par équipes |
| Équipe                 | Équipe                 | Pays                   | Temps                  |
| ---------------------- | ---------------------- | ---------------------- | ---------------------- |

## Abandons
- 34 -  Afonso Eulálio (Bahrain Victorious) : abandon
- 192 -  Marco Brenner (Tudor) : abandon